# Tân dòng sông ly biệt
Tân dòng sông ly biệt (phồn thể: 情深深雨濛濛, giản thể: 情深深雨蒙蒙, bính âm: Qīng Shēnshēn Yǔ Méngméng, Ch`ing shen shen yu meng meng, Hán Việt: Tình thâm thâm, vũ mông mông) là một bộ phim truyền hình Trung Quốc phát sóng lần đầu tiên năm 2001.

## Lịch sử
Truyện phim viết bởi Quỳnh Dao, một văn sĩ nổi tiếng của Đài Loan, kể về gia đình nhà họ Lục những năm 1930 tại Thượng Hải, Trung Quốc trong giai đoạn Chiến tranh Trung-Nhật. Được làm lại từ bộ phim nổi tiếng Dòng sông ly biệt của cùng tác giả tuy nhiên có một số sự thay đổi về tình tiết. Các diễn viên trong phim Triệu Vy, Lâm Tâm Như, Cổ Cự Cơ và Tô Hữu Bằng. Bộ phim đã được chiếu tại các quốc gia và vùng lãnh thổ: Trung Hoa Đại Lục, Đài Loan, Hồng Kông, Macau, Singapore, Hoa Kỳ, Malaysia, Hàn Quốc, Việt Nam, Úc, Indonesia, Campuchia, Thái Lan, Pháp, Philippines và Nga.

## Diễn viên

### Chính
- Lục Y Bình (陸依萍/陆依萍), được đóng bởi Triệu Vy

Nhân vật chính của Tân dòng sông ly biệt, Y Bình là một trong những đứa con của Lục Chấn Hoa, một vị tướng về hưu với chín bà vợ. Mẹ cô là Phó Văn Bội là bà vợ thứ tám. Cô và mẹ cô bị đuổi khỏi nhà họ Lục vì hành động ghen ghét của bà vợ thứ chín, Tuyết Cầm. Cô là chị em cùng cha khác mẹ với Như Bình và Mộng Bình, và có người anh trai cùng cha khác mẹ là Nhĩ Hào (Nhĩ Kiệt là con riêng của Tuyết Cầm và Ngụy Quang Hùng). Thành viên duy nhất khiến cô không thù hận mạnh mẽ như những người còn lại ở "gia đình bên kia" là Như Bình. Cô có một người chị ruột tên là Tâm Bình (陸心萍/陆心萍) người đã chết 7 năm trước khi bắt đầu chuyện phim. Tâm Bình là người con mà cha cô yêu quý nhất và cô nghĩ rằng mình không bao giờ thay thế được Tâm Bình trong tim ông. Sau một cuộc chạm trán trong cơn mưa cô đã gặp được ký giả tên là Hà Thư Hoàn. Thư Hoàn nhanh chóng bị quyến rũ bởi tài năng ca hát, cảm xúc và sự bí ẩn của Y Bình khi tình cờ gặp lại cô khi cô đang làm ca sĩ cho một vũ trường có tiếng tại Thượng Hải. Thư Hoàn đã theo đuổi Y Bình mặc cho cô luôn trốn tránh do mối quan hệ của anh với "gia đình bên kia" và sau đó cũng giành được tình yêu của cô. Tuy vậy sau này, khi Thư Hoàn hiểu nhầm cô chỉ coi anh là công cụ để trả thù, anh đã chia tay Y Bình nên cô rất đau khổ. Nhờ có quyển nhật ký của Y Bình, Thư Hoàn đã hiểu ra và hai người lại quay lại với nhau. Sau đó, chiến tranh nổ ra, gia đình họ Lục gặp nhiều biến cố, Y Bình trở thành trụ cột trong gia đình, là người duy nhất trong gia đình có khả năng kiếm tiền để nuôi gia đình họ Lục và là nguồn động viên cho người anh trai là Nhĩ Hào và người yêu Hà Thư Hoàn khi hai người gia nhập quân đội.
- Lục Như Bình (陸如萍/陆如萍), được đóng bởi Lâm Tâm Như

Như Bình là một trong những người con của Lục Chấn Hoa, là chị em cùng cha khác mẹ với Y Bình, là em gái của Nhĩ Hào, chị của Mộng Bình và người em cùng mẹ khác cha là Nhĩ Kiệt. Mẹ cô, Vương Tuyết Cầm là người vợ thứ chín và cũng là người vợ cuối cùng. Xinh đẹp, dịu dàng, trong trẻo và hết mực thiện lương, Như Bình lớn lên trong một cuộc sống giàu có nhưng cô không có thành kiến đối với Y Bình như những thành viên còn lại trong gia đình. Người đầu tiên mà Như Bình yêu tha thiết là Thư Hoàn, người mà cô tình cờ gặp trên xe điện và được anh nhờ giữ gìn một cuộn phim. Cùng thời gian đó cô đã gặp Đỗ Phi, là đồng nghiệp của Thư Hoàn, người sau đó đã có cảm xúc mạnh mẽ với Như Bình. Sau khi thất bại trong việc hứa hôn với Hà Thư Hoàn và giúp đỡ mẹ mình cùng Nhĩ Kiệt trốn thoát bằng cách liên lạc với Nguỵ Quang Hùng (là nhân tình của mẹ cô) sau đó Ngụy Quang Hùng đã cướp sạch gia tài mà cha cô để lại khiến gia đình lâm vào cảnh nghèo khó, cô đã có ý định tự sát; tuy nhiên sau đó cô đã không tự sát mà tham gia vào hội chữ thập đỏ để cứu giúp những thương binh trên chiến trường. Một thời gian dài yêu Thư Hoàn nhưng sau khi gặp lại Đỗ Phi tại bệnh xá cô đã nói cho Đỗ Phi biết rằng cô nhớ Đỗ Phi mỗi ngày. Và cuối cùng họ kết hôn với nhau.
- Hà Thư Hoàn (何書桓/何书桓), được đóng bởi Cổ Cự Cơ

Là một ký giả quê tại Nam Kinh, Hà Thư Hoàn rất thích chị em Lục Y Bình và Lục Như Bình. Nhưng tình cảm mà anh dành cho Y Bình là tình yêu, trong khi anh chỉ xem Như Bình là một người bạn thân của mình. Ngay từ khi bắt đầu câu chuyện anh đã có một mối quan tâm đặc biệt đến Y Bình, anh gặp cô lần đầu tiên trong một cơn mưa khi cô từ nhà họ Lục bước ra với khuôn mặt đầy vết thương tích và áo quần bị rách nát do cha cô Lục Chấn Hoa gây ra, anh đã giúp đỡ cô và đã yêu cô từ lúc đó. Mặc dù xảy ra những tranh cãi trong tình cảm giữa Như Bình và Y Bình, anh vẫn chọn Y Bình. Sau khi đọc nhật ký của Y Bình và biết được rằng anh chỉ là một công cụ trả thù của Y Bình với "gia đình bên kia" anh đã tức giận, suy sụp và cắt đứt quan hệ với Y Bình. Sau đó anh đã cử hành hôn lễ với Như Bình nhưng sau đó thì huỷ bỏ vì Y Bình. Gần cuối phim, Thư Hoàn gia nhập quân ngũ và tham gia vào cuộc chiến tranh Chiến tranh Trung - Nhật, và mong chờ ngày đoàn tụ với Y Bình.
- Đỗ Phi (杜飛/杜飞), được đóng bởi Tô Hữu Bằng

Giống như Thư Hoàn, Đỗ Phi cũng là một ký giả. Anh rất đam mê Như Bình, nhưng Như Bình không chấp nhận tình cảm của anh. Là một người biết quan tâm, Đỗ Phi luôn luôn biết an ủi và quan tâm đến người khác. Trong suốt cuộc Chiến tranh Trung - Nhật, Đỗ Phi buồn vì sự biến mất của Như Bình nên đã tham gia làm ký giả chiến trường.
- Lục Nhĩ Hào (陸爾豪/陆尔豪), được đóng bởi Cao Hâm

Nhĩ Hào là con trai của Lục Chấn Hoa và Vương Tuyết Cầm, anh trai của Như Bình và Mộng Bình, và là anh trai của cô em khác mẹ là Y Bình và cậu em khác cha là Nhĩ Kiệt, là một ký giả và là đòng nghiệp của Thư Hoàn và Đỗ Phi. Anh yêu bạn thân của Y Bình là Phương Du. Tuy nhiên mối quan hệ của Nhĩ Hào và Phương Du xấu dần khi anh phát hiện được tình yêu thời thơ ấu của mình, Khả Vân, đã có con với anh và bây giờ đang mắc bệnh tâm thần. Ngay từ khi bắt đầu phim thì Nhĩ Hào rất ghét Y Bình nhưng vì Phương Du anh đã cố gắng làm hoà với Y Bình. Nhĩ Hào sau đó đã cùng với Thư Hoàn gia nhập quân ngũ và chờ ngày trở về đoàn tụ cùng gia đình và Phương Du.
- Phương Du (方瑜), được đóng bởi Lý Ngọc

Là bạn thân của Y Bình sau đó đã yêu người anh khác mẹ của Y Bình là Nhĩ Hào. Y Bình lúc đầu ngăn cản mối quan hệ của Phương Du và Nhĩ Hào, đặc biệt là sau khi cô biết mối quan hệ của Nhĩ Hào với Khả Vân, nhưng Phương Du vẫn tiếp tục yêu Nhĩ Hào và tình cảm của họ ngày càng phát triển.
- Lý Khả Vân (李可雲/李可云), được đóng bởi Từ Lộ

Là con gái của Lý Phó Quan, Khả Vân đã có một mối tình với Nhĩ Hào và đã mang thai. Cô không cho Nhĩ Hào biết chuyện này. Con của Khả Vân lúc 1 tuổi bị bệnh và chết, cô đã quá xúc động và bị chấn thương tâm lý. Xuyên suốt bộ phim, Y Bình, Thư Hoàn, Nhĩ Hào, Như Bình, Đỗ Phi, và Phương Du đã giúp đỡ cô tìm lại những ngày tháng mà mình đã lãng quên. Cuối cùng, bệnh tình của Khả Vân đã khỏi và cô trở thành mẹ của những đứa trẻ mồ côi vì chiến tranh.
- Lục Chấn Hoa (陸振華/陆振华), được đóng bởi Khấu Chấn Hải

Cha của Y Bình, Lục Chấn Hoa đã nghỉ hưu. Ông đã kết hôn với chín bà vợ, nhưng tất cả đều dần mất đi. Ông có một mối tình lãng mạn và đầy bi kịch với Bình Bình, Lục Chấn Hoa đã kết hôn với những người có ngoại hình gần giống với Bình Bình. Trong các con gái thì ông thương nhất là Tâm Bình vì có ngoại hình giống với Bình Bình nhất, chị gái của Y Bình và là con gái của Phó Văn Bội trở thành con gái cưng nhất của ông. Mặc dù mối quan hệ cha con giữa ông và Y Bình lúc đầu không được tốt đẹp, nhưng cuối cùng họ cũng tìm được những điểm chung của nhau. Ông chết sau khi hạ một nhóm lính Nhật để bảo vệ Y Bình và Thư Hoàn trong Trận Thượng Hải (1937).
- Phó Văn Bội (傅文佩), được đóng bởi Từ Hạnh; Tạ Nhuận (lúc trẻ)

Là người vợ thứ tám của Lục Chấn Hoa, Phó Văn Bội là một người phụ nữ nhẹ nhàng và có đạo đức hơn người vợ thứ chín của Chấn Hoa, Tuyết Cầm. Sau khi Chấn Hoa kết hôn với Tuyết Cầm, ông không còn yêu quý Văn Bội nữa và cuối cùng bà và con gái là Lục Y Bình bị đuổi khỏi nhà họ Lục. Bà và Chấn Hoa có với nhau hai người con là Tâm Bình (đã chết) và Y Bình. Cái chết của Tâm Bình đã gây ra đau đớn và nhiều xáo trộn trong cuộc sống của bà. Văn Bội là một nhân vật cao quý nhất trong tác phẩm cũng như trong bộ phim, bà không oán trách Chấn Hoa cũng như những lỗi lầm mà Tuyết Cầm gây ra cho bà. Sau này bà trở thành mẹ của những đứa con của Chấn Hoa và Tuyết Cầm trong đó có Mộng Bình. Từ lúc mở đầu câu chuyện, Văn Bội đã có một cuộc sống nghèo khó cùng Y Bình.
- Vương Tuyết Cầm (王雪琴), được đóng bởi Vương Lâm

Là người vợ thứ chín của Lục Chấn Hoa, Tuyết Cầm là người phụ nữ đầy quyền lực. Bà đã ngoại tình hơn mười năm với một người đàn ông tên Ngụy Quang Hùng và người này đã theo bà từ vùng Đông Bắc đến Thượng Hải. Mặc dù lúc đầu Quang Hùng rất quan tâm đến bà nhưng cuối cùng Ngụy Quang Hùng vẫn có người đàn bà khác. Sau khi Chấn Hoa biết được sự thật đã nhốt bà và đứa con trẻ nhất là Nhĩ Kiệt vào nhà kho. Ông đã cố gắng bắn chết bà, nhưng đã bị buộc phải dừng lại bởi Y Bình và Thư Hoàn là những người ghét bà nhất. Tuyết Cầm đã nói với Như Bình kêu Ngụy Quang Hùng đến cứu bà. Bà được giải cứu nhưng Ngụy Quang Hùng không còn yêu thích bà nữa. Bà và Chấn Hoa có với nhau ba người con: Nhĩ Hào, Như Bình, và Mộng Bình. Đứa con nhỏ nhất của bà Nhĩ Kiệt là kết quả của cuộc tình ngang trái giữa bà và Ngụy Quang Hùng.
- Lục Mộng Bình (陸夢萍/陆梦萍), được đóng bởi Lạc Gia Đồng

Là con gái nhỏ nhất của Chấn Hoa và Tuyết Cầm. Mộng Bình là em gái của Nhĩ Hào, Như Bình và người chị cùng cha khác mẹ là Y Bình, và là chị của người em cùng mẹ khác cha là Nhĩ Kiệt. Mộng Bình lúc đầu rất ghét Y Bình giống như mẹ của cô, nhưng sau đó cô cũng đã học được cách yêu thương chị Y Bình. Cô tham gia vào một bữa tiệc và uống say, sau đó cô đã bị cưỡng bức và mang thai, kết quả của việc phá thai đã làm cô mất thiên chức làm mẹ. Cô đã học được nhiều từ sự khoan dung và đã chấp nhận chị Y Bình như một phần của gia đình sau khi cha cô chết, sau này cô sống cùng Y Bình, Văn Bội, Khả Vân, Lý Phó Quan trong dinh thự của nhà họ Lục. Cô đã giúp Khả Vân nuôi nấng những đứa trẻ mồ côi vì chiến tranh. Mộng Bình sau này đã coi Văn Bội như mẹ của mình sau khi mẹ ruột của cô bỏ trốn.
- Lý Phó Quan (李副官), được đóng bởi Tào Thu Căn

Là một lính dưới trướng và là người đáng tin cậy nhất của Lục Chấn Hoa, Lý Phó Quan nghỉ hưu và sống một cuộc sống nghèo khó tại Thượng Hải. Lý Phó Quan và vợ bị Tuyết Cầm đuổi khỏi nhà họ Lục khi biết tin Khả Vân mang thai. Lý Phó Quan làm nghề kéo xe, sau nhiều năm cuộc sống của gia đình ông vẫn nghèo khó và phải nhờ sự trợ giúp về tài chính của Y Bình và Văn Bội.
- Vương Ngọc Trân (王玉真), được đóng bởi Trương Lan

Là vợ của Lý Phó Quan và mẹ của Khả Vân.
- Tần Ngũ Gia (秦五爺/秦五爷), được đóng bởi Hoàng Đạt Lượng

Là một doanh nhân giàu có tại Thượng Hải, Tần Ngũ Gia là chủ của vũ trường Đại Thượng Hải. Khi Lục Y Bình đi xin việc làm, phát hiện cô có tài năng nên ông đã nhận cô vào làm. Mối quan hệ giữa ông và Y Bình ngày càng trở nên tốt đẹp, Y Bình cũng nhiều lần nhờ ông giúp đỡ trong lúc gặp khó khăn. Trong khi chiến tranh Trung - Nhật đang xảy ra, ông vẫn nhận cô trở lại làm việc tại vũ trường của ông để cô có thể kiếm tiền giúp gia đình mình.
- Bình Bình (萍萍), được đóng bởi Vương Diễm

Bình Bình là người mà Chấn Hoa rất yêu quý, xuất thân là con gái một vị quan lớn. Cô cũng rất yêu Chấn Hoa và họ hứa hẹn một ngày nào đó sẽ kết hôn. Tuy nhiên vì tức giận vì chuyện này cha cô đã cố gắng giết Chấn Hoa nhưng bị cô ngăn cản. Lục Chấn Hoa hứa sẽ lập nhiều chiến thắng vẻ vang và quay về hỏi cưới cô. Và cô đã hứa với Chấn Hoa rằng cô sẽ giữ lời và chờ ngày đoàn tụ. Tuy nhiên sau đó cô bị cha cô ép gã cho người khác nên cô đã dùng súng tự sát. Bởi vì có quá nhiều tình cảm dành cho Bình Bình, Lục Chấn Hoa đã đặt tên cho các cô con gái của mình đều có chữ Bình (萍): Tâm Bình (心萍), Y Bình (依萍), Như Bình (如萍), và Mộng Bình (夢萍/梦萍).
- Ngụy Quang Hùng (魏光雄), được đóng bởi Vương Vĩ Bình

Là người tình bên ngoài của Vương Tuyết Cầm và bố ruột của Nhĩ Kiệt, là chủ của băng cướp xã hội đen. Cuối phim, cả Tuyết Cầm lẫn Quang Hùng bị bắt giam.
- Lục Nhĩ Kiệt (陆尔杰), được đóng bởi Minh Thánh (lúc nhỏ), Tiết Bân (lúc 11 tuổi), Cố Hâm (lúc 16 tuổi)

Là con trai út của nhà Lục Gia nhưng thực chất là con đẻ của Ngụy Quang Hùng và Vương Tuyết Cầm. Sau khi cả Quang Hùng và Tuyết Cầm bị bắt giam, Nhĩ Kiệt trở về nhà Lục Gia và được chăm sóc bởi Y Bình, Mộng Bình, Văn Bội, Khả Vân và trở thành anh cả của những đứa trẻ mồ côi trong chiến tranh.

### Phụ
- Phó Diểu: Lưu Dung Dung
- Chu Trinh: Trịnh Hải Sinh
- Lý Kiến Hoa: Chủ nhiệm tòa báo
- Ngô Cánh: Bà Hà
- Trương Đạc: Thạch Lỗi
- Phương Viên: Hồng Mẫu Đơn - ca sĩ Đại vũ trường Thượng Hải
- Trần Kỳ: Bà La
- Tôn Lệ: Diễn viên múa phụ họa cho Y Bình
- Vương Nhất Nam: Lục Tâm Bình - chị gái Y Bình

## Nhạc phim
Phần lớn nhạc phim do Quỳnh Dao viết phần lời và Triệu Vy thể hiện.
| STT | Nhan đề                                         | Phổ lời   | Phổ nhạc        | Nghệ sĩ             | Thời lượng |
| --- | ----------------------------------------------- | --------- | --------------- | ------------------- | ---------- |
| 1.  | "情深深雨濛濛" ("Tình thâm thâm, vũ mông mông") | Quỳnh Dao | Từ Gia Lương    | Triệu Vy            |            |
| 2.  | "好想好想" ("Rất muốn, rất muốn")               | Quỳnh Dao | Vưu Cảnh Ngưỡng | Triệu Vy / Cổ Cự Cơ |            |
| 3.  | "烟雨濛濛" ("Mưa mịt mù")                       | Quỳnh Dao | Vưu Cảnh Ngưỡng | Triệu Vy            |            |
| 4.  | "小冤家" ("Tiểu oan gia")                       | Quỳnh Dao |                 | Triệu Vy            |            |
| 5.  | "偶然" ("Tình cờ")                              | Từ Trí Ma | Trần Thu Hà     | Triệu Vy            |            |
| 6.  | "往事难忘" ("Chuyện cũ khó quên")               | Quỳnh Dao |                 | Triệu Vy            |            |
| 7.  | "新兰花草" ("Hoa lan mới")                      | Hồ Thích  | Tả Hoành Nguyên | Triệu Vy            |            |
| 8.  | "雨天的故事" ("Câu chuyện ngày mưa")            | Quỳnh Dao | Tả Hoành Nguyên | Triệu Vy            |            |
| 9.  | "离别的车站" ("Trạm ly biệt")                   | Quỳnh Dao | Từ Gia Lương    | Triệu Vy            |            |
| 10. | "满场飞圆舞曲" ("Điệu nhảy Waltz")              | Bao Ất    |                 | Triệu Vy            |            |
| 11. | "不由自主" ("Không thể tự chủ")                 | Quỳnh Dao | Đồ Huệ Nguyên   | Triệu Vy            |            |
| 12. | "自从离别后" ("Từ lúc ly biệt")                 | Quỳnh Dao | Quách Lượng     | Triệu Vy            |            |

## Chuyển thể khác
- Misty Rain (1965) (煙雨濛濛) là một bộ phim của Đài Loan với sự tham gia của Quy Á Lôi (歸亞蕾).
- Romance in the Rain (1973) (煙雨濛濛) dài 20 tập được sản xuất bởi TVB với các diễn viên Trịnh Thiếu Thu và Lý Tư Kỳ.
- Lovers Under the Rain / Dòng sông ly biệt (1986) (煙雨濛濛) dài 40 tập được sản xuất bởi Chinese Television System; diễn viên: Lưu Tuyết Hoa, Tần Hán.

## Các quốc gia từng phát sóng
- Đài Loan — China Television (tháng 4 năm 2001)
- Hồng Kông — TVB (tháng 5 năm 2001)
- Hàn Quốc — Gyeongin Broadcasting iTV (tháng 5 năm 2001, với tên gọi 안개비연가)
- Trung Quốc — CCTV (tháng 9 năm 2001)
- Singapore — Singapore Cable Vision (tháng 9 năm 2001)
- Malaysia — RTM TV2 (tháng 12 năm 2002)
- Việt Nam — (Tên gọi Tân dòng sông ly biệt):
  - Hanoi TV — Tháng 11 năm 2001
  - VTV Cần Thơ 1 — tháng 8 năm 2010
  - VTV9 — tháng 2 năm 2020
  - SCTV4 — 29.05.2022 - 30.9.2022
  - Trong mùa 2 chương trình Ký ức vui vẻ có đề cập bộ phim này
- Indonesia — Indosiar (tháng 3 năm 2002, với tên gọi Kabut Cinta)
- Thái Lan — Channel 3 (2007, với tên gọi มนต์รักในสายฝน)
- Philippines — Radio Philippines Network (tháng 1 năm 2007)

## Các liên kết
- Chiung Yao's website Lưu trữ ngày 10 tháng 5 năm 2008 tại Wayback Machine (in Traditional Chinese)
- Sina.com.cn Romance in the Rain website
- CCTV's Romance in the Rain website
- SPCNET Review on Romance in the Rain Lưu trữ ngày 24 tháng 2 năm 2008 tại Wayback Machine
- SPCNET Review on Romance in the Rain Lưu trữ ngày 16 tháng 10 năm 2007 tại Wayback Machine
- Romance in the Rain trên Internet Movie Database